# Ronald Thomas
Ronald Victor Thomas (ur. 7 sierpnia 1888 w Hammond, zm. 30 grudnia 1936 w Adelaide) – australijski tenisista, mistrz Australasian Championships i Wimbledonu w grze podwójnej, olimpijczyk z Antwerpii (1920).

## Kariera tenisowa
Startując w Australasian Championships (obecnie Australian Open) Thomas swój najlepszy wynik singlowy ustanowił w 1920 roku dochodząc do finału, w którym przegrał z Patem O’Harą Woodem. W deblu odniósł w 1919 i 1920 roku zwycięstwa, za każdym razem startując z O’Harą Woodem.
W 1919 roku Thomas zagrał na Wimbledonie, we wszystkich konkurencjach. Z rywalizacji singlowej odpadł w ćwierćfinale, z turnieju gry mieszanej w półfinale, natomiast w grze podwójnej wygrał cały turniej, wspólnie z Patem O’Harą Woodem.
W 1920 roku uczestniczył w igrzyskach olimpijskich w Antwerpii, gdzie poniósł porażkę w 2 rundzie gry pojedynczej z Jeanem Washerem.

### Finały w turniejach wielkoszlemowych

#### Gra pojedyncza (0–1)
| Końcowy wynik | Nr | Data | Turniej                              | Nawierzchnia | Przeciwnik      | Wynik finału            |
| ------------- | -- | ---- | ------------------------------------ | ------------ | --------------- | ----------------------- |
| Finalista     | 1. | 1920 | Australasian Championships, Adelaide | Trawiasta    | Pat O’Hara Wood | 3:6, 6:4, 8:6, 1:6, 3:6 |

#### Gra podwójna (3–0)
| Końcowy wynik | Nr | Data | Turniej                              | Nawierzchnia | Partner         | Przeciwnicy                       | Wynik finału            |
| ------------- | -- | ---- | ------------------------------------ | ------------ | --------------- | --------------------------------- | ----------------------- |
| Zwycięzca     | 1. | 1919 | Wimbledon, Londyn                    | Trawiasta    | Pat O’Hara Wood | Rodney Heath Randolph Lycett      | 6:4, 6:2, 4:6, 6:2      |
| Zwycięzca     | 2. | 1919 | Australasian Championships, Sydney   | Trawiasta    | Pat O’Hara Wood | James Outram Anderson Arthur Lowe | 7:5, 6:1, 7:9, 3:6, 6:3 |
| Zwycięzca     | 3. | 1920 | Australasian Championships, Adelaide | Trawiasta    | Pat O’Hara Wood | Horace Rice Ray Taylor            | 6:1, 6:0, 7:5           |